# Bronisława Szczepaniec
Bronisława Stefania Szczepaniec (ur. 18 sierpnia 1903, zm. 28 sierpnia 1996) ps. „Wrzos” – harcmistrzyni, nauczycielka, członkini Polskiego Towarzystwa Turystyczno-Krajoznawczego oraz Związku Nauczycielstwa Polskiego, absolwentka Uniwersytetu Jagiellońskiego na wydziale pedagogiki, komendantka Hufca harcerek, autorka wierszy i piosenek harcerskich o Ziemi Sądeckiej.

## Życie
Bronisława Szczepańcówna urodziła się w Nowym Sączu, w rodzinie kolejarskiej. Ukończyła Szkołę Ludową im. Św. Elżbiety, a następnie Szkołę Wydziałową im. Hoffmanowej. W 1922 zdała maturę w Miejskim Seminarium Nauczycielskim Żeńskim, a w następnym roku ukończyła Państwowy Kurs Wychowania Fizycznego. Podjęła pracę w Prywatnym Gimnazjum Żeńskim i Liceum Ogólnokształcącym Im. Marii Konopnickiej, następnie w Prywatnym Żeńskim Seminarium Nauczycielskim, Prywatnym Gimnazjum Żeńskim im. Emilii Plater, Szkole Przemysłowej Żeńskiej i Koedukacyjnej Szkole Handlowej TSH. W 1935, chcąc studiować, zdała maturę dla eksternistów i rozpoczęła studia z pedagogiki na Wydziale Humanistycznym Uniwersytetu Jagiellońskiego. Czas studiów przerwała II wojna światowa.
Po wkroczeniu wojsk hitlerowskich do Nowego Sącza przestały działać szkoły średnie, dlatego wojenną zawieruchę Szczepańcówna spędziła w Mszanie Dolnej, pracując w Żeńskiej Szkole Powszechnej. Była też łączniczką obwodu limanowskiego ZWZ-AK (pseudonim „Wrzos”). Jako humanistka interesowała się kulturą, tradycją i folklorem. Podczas harcerskich wędrówek pisała piosenki. Szczepańcówna jest również autorką opracowań, m.in. „Almanachu regionalnej twórczości literackiej Sądecczyzny”, powieści dla młodzieży „Ozimina”, poematu „Śpiewają dunajcowe fale” i wielu innych. Bronisława Szczepańcówna zmarła 28 sierpnia 1996. Została pochowana z honorami harcerskimi na cmentarzu komunalnym w Nowym Sączu.

## Harcerstwo
Najważniejszą częścią życia Bronisławy Szczepańcównej było harcerstwo, z którym związała się w 1919. Gdy miała 16 lat wstąpiła do Pierwszej Żeńskiej Drużyny Skautowej im. Królowej Jadwigi. Była przyboczną hufcowej Hufca Harcerek w Nowym Sączu i reprezentowała hufiec w Zarządzie Koła Przyjaciół Harcerstwa, które między innymi prowadziło prace przygotowawcze do budowy Stanicy Harcerskiej w Kosarzyskach. W lipcu 1925 uzyskała stopień przodownika. Od 1926r. kierowała drużyną starszej Młodzieży Harcerskiej złożoną ze studentek i nauczycielek, która następnie przekształciła się w Zrzeszenie Starszego Harcerstwa. Jako instruktorka ZHP reprezentowała nowosądeckie harcerstwo, m.in. na zlotach we Lwowie, Spale i w Goedele. W 1948. hm. Bronisława Szczepańcówna została zwolniona z harcerstwa z przyczyn politycznych. Nie potrafiła zrezygnować z prawdziwych ideałów harcerskich, w które wierzyła, nie chciała udawać nawet za cenę wykluczenia z ukochanej organizacji. W latach 1949–1956 ZHP przestało istnieć. Jego miejsce zajęła Organizacja Harcerska z nową kadrą instruktorską.
W 1956 władze oświatowe i partyjne wezwały instruktorów ZHP do podjęcia pracy harcerskiej. Bronisława Szczepańcówna powróciła do służby i w latach 1956–1962 pełniła m.in. funkcje zastępcy komendanta hufca, kierownika referatu w komendzie hufca oraz szefa Sztabu służby Ziemi Sądeckiej. Prowadziła kursy dla drużynowych i zastępowych, lustrowała liczne obozy i brała udział w konferencjach programowych.